# Стара Талалаївка
Стара Талалаївка (до 1921 року — Талалаївка, у 1921—2016 роках — Сильченкове) — село в Чернігівській області України, є частиною Талалаївської селищної громади. За адміністративним поділом до липня 2020 року село входило в склад Талалаївського району, а після укрупнення районів входить до Прилуцького району. Розташоване на річці Детюківці за 7 км від залізничної станції Талалаївки. Населення — 805 осіб, площа — 3,585 км².

## Історія
Село засноване на початку XVII століття, коли Прилуччиною володіли Вишневецькі. Вперше згадується під 1629 роком. Пізніше село входило до Красноколядинської сотні Прилуцького полку Гетьманщини. 1666 року в селі було 3 господарства селян.
Село залишалося вільним до того часу, коли гетьман Іван Мазепа віддав його красноколядинському сотнику Тимофію Андрієнку (не пізніше 1687 року), після смерті якого селом деякий час володіли його сини, а 1711 року гетьман Іван Скоропадський віддав Талалаївку полковому осавулу Михайлу Мовчану. В селі діяла дерев'яна Успенська церква, збудована до 1725 року.
1737 року в селі було 23 господарства козаків (7 виборних, 23 підпомічники), 50 господарств селян і 15 господарств підсусідків. Після смерті М. Мовчана 1742 року село перейшло до удови Параскеви, а пізніше — до дітей дочки Катерини, яка була одружена зі знатним військовим товаришем Дем'яном Мазаракою.
1780 року в селі 29 дворів (36 хат) і 35 бездворових хат селян, 7 дворів (10 хат) і 21 бездворова хата підсусідків, 21 двір (55 хат) козаків. Власниками селян були: бунчуковий товариш Андрій Мазарака — 13 дворів (17 хат), бунчуковий товариш Іван Мазарака — 16 дворів (19 хат) і 22 бездворові хати, родина померлого полкового осавула Грицька Мазараки — 5 дворів (6 хат) і 1 бездворова хата, лубенський полковник Максимович — 1 двір (2 хати) і 4 бездворові хати.
У 1782—1796 роки село входило до Роменського повіту Чернігівського намісництва; з 1797 року — до Прилуцького повіту Малоросійської. 1797 року в ньому налічувалось 588 душ чоловічої статі податкового населення.
З 1802 року село відійшло до Роменського повіту Полтавської губернії.
У 1866 році в селі було 455 дворів, 4998 жителів, діяли школа, шпиталь; 1897 року — 742 двори, 4443 жителі, земська школа, бібліотека, проводилися два ярмарки на рік.

### У складі СРСР
Радянську владу вперше встановлено у грудні 1917 року, згодом окупантів неодноразово виганяли. В 1918 році тут діяв Талалаївсько-Липівський партизанський загін. У квітні 1921 року село під свій контроль взяв загін Нестора Махна, який ліквідував першого голову волосного ревкому Севастіяна Митрофановича Сильченка (1880—1921), міліціонерів Хвилька і Зайцева та інших активістів. На честь С. М. Сильченка у 1921—2016 роках село мало назву Сильченкове.
Комсомольську організацію створено в 1921 році, партійну — в 1930. 1938 року в селі спорудили пам'ятник загиблим у роки громадянської війни.
На фронтах німецько-радянської війни воювали 264 жителі, з них 198 нагороджені орденами СРСР й медалями СРСР, 145 чоловік загинули. Комсомолка К. С. Дрозд вела підпільну роботу проти гітлерівців і загинула від рук працівників гестапо. В 1967 році ій встановлено пам'ятник.
| пам'ятник воїнам-односельцям |
| Погруддя Севастяна Сильченка |

В 1964 році в селі встановили пам'ятник воїнам-односельцям, які загинули під час війни, а 1972 року встановлене погруддя С. М. Сильченка на постаменті (загальна висота 3 метри; скульптор Л. М. Марченко). А мало б бути Н.Махно.
Станом на початок 1970-х років в селі було 533 двори, мешкало 1 697 осіб. Були розміщені 2 відділки радгоспу імені 50-річчя Великого Жовтня (центральна садиба була в смт Талалаївці). За господарством було закріплено 3137 га сільськогосподарських угідь, у тому числі 2703 га орної землі. Воно вирощувало зернові й технічні культури; було розвинуте м'ясо-молочне тваринництво. На той час працювали середня школа, в якій навчалося 223 учні і працювало 22 вчителі, будинок культури на 200 місць, бібліотека (9 тисяч примірників), медамбулаторія.
Станом на 1988 рік в селі мешкало 1059 жителів. Згідно з переписом УРСР 1989 року чисельність наявного населення села становила 965 осіб, з яких 402 чоловіки та 563 жінки.

### В складі України
З 1991 року село у складі України. У 1996 році в селі було 388 дворів, 869 жителів.
За переписом населення України 2001 року в селі мешкало 799 осіб. Тоді ж українську мову вважали рідною 97,76 %, а російську — 2,11 %.
В селі збереглася архітектурна пам'ятка — Свято-Успенська церква, збудована в XIX столітті.
До 2020 року центр сільської ради.

## Люди
Народилися:
- Білошапко П. А. — член-кореспондент АМН СРСР.
- Діденко О. І. — генерал-майор.
- Левіт Володимир Семенович (1883—1961) — генерал-майор.
- Литвинчук Анатолій Григорович (1935—1993) — український режисер, народний артист УРСР.

В селі провів дитинство Кавалерідзе Іван Петрович — український скульптор, кінорежисер, драматург, сценарист, художник кіно.